# 錄到鬼3：姻屍錄
《錄到鬼3：姻屍錄》是一部2012年出品西班牙恐怖片，是繼《REC》及《REC 2》後[REC]系列的第三部作品，由柏高·派薩（Paco Plaza）執導、加上雷斯·比迪奧（Luiso Berdejo）編劇，將恐怖直播場地由密封大廈移師到婚禮宴會，將婚禮變成恐怖煉獄。该片的级别在美国被划分为限制级。

## 故事大綱
柯爾多（迪亞戈馬汀飾）及克萊拉（萊蒂西亞朵雷拉飾）這一對愛得痴纏，二人定於今日在各位親朋好友面前結為夫婦，承諾此生不離不棄。正當大家載歌載舞慶祝新婚之際，豈料至親叔叔突然化身嗜血喪屍，逢見人就咬，一場婚宴慘變喪屍樂園。婚禮攝影機頓成這場血腥婚禮的最後目擊者，究竟柯爾多及克萊拉是否能信守承諾至死不渝呢？

## 剧情介绍
在離前兩部影片不遠的地方，一對新人正在舉辦婚禮，毫不知情的新婚夫婦不知道一場災難正將開始。人們受到了病毒的感染，紛紛變身嗜血喪屍，一場婚宴變成血宴。作為《死亡系列》的第三部影片，本片嘗試將血腥食人的場面搬到白天，來製造更加真實的恐怖氛圍。在解釋了前兩部影片的一些遺留謎題之外，還為下一部續集《死亡錄影4：啟示錄》埋下伏筆。
影片開頭延續了前兩部《死亡錄影》的偽紀錄片攝影方式。新人Koldo和Clara正在舉行婚禮，現場很多人拍照錄影。一位元客人顯示出身體不適的症狀，開始嘔吐，原來他之前曾被遭感染的狗（第一部中的MAX）咬傷。客人倒在了地上，前去扶他的人反而被咬傷，這時人們才意識到一種可怕的僵屍病毒正在蔓延。婚禮客人驚慌逃竄，攝像機被打碎，電影回到了正常的不再晃動的第三人称鏡頭。
Koldo躲進了地窖，以聖水的保護，僵屍暫時不能靠近他，然而新娘Clara卻不在身邊。他從對講機中得知Clara已經懷有身孕，於是穿上了一套騎士的盔甲，沖出地窖尋去寻找新娘。
本片没有同前两部作品一样，通篇使用第一人称的方式来拍攝，而是在影片的后半部分视角改为常规的第三人称。

## 全球上映
- 西班牙2012年3月30日
- 香港2012年5月17日

## 外部連結
- 互联网电影数据库（IMDb）上《錄到鬼3：姻屍錄》的资料（英文）
- AllMovie上《錄到鬼3：姻屍錄》的资料（英文）
- 爛番茄上《錄到鬼3：姻屍錄》的資料（英文）
- Metacritic上《錄到鬼3：姻屍錄》的資料（英文）
- Box Office Mojo上《錄到鬼3：姻屍錄》的資料（英文）
- 豆瓣电影上《錄到鬼3：姻屍錄》的資料 （简体中文）